# Alternativ medicins historie
Alternativ medicins historie referer til historien af en gruppe diverse medicinske praksisser der samlet blev promoveret som "alternativ behandling" - noget der begyndte i 1970'erne, til samlingen af individuelle historier fra medlemmer af gruppen eller til historier om vestlige medicinske praksisser der blev anset som "irregulære praksisser" af den vestlige lægevidenskab. Det inkluderer komplementær medicins og integreret medicins historie. "Alternativ medicin" er løst et defineret og meget forskelligt sæt af produkter, praksisser, og teorier der anses af dens brugere for at have den helende effekt som medicin har, men ikke stammer fra evidens indsamlet ved brug af videnskabelig metode,:Ch 14E, p. 1  ikke er en del af biomedicin, eller
som modsiges af videnskabelig evidens eller etableret videnskab. "Biomedicin" er en del af lægevidenskab der anvender principper fra anatomi, fysik, kemi, biologi, fysiologi og andre naturvidenskaber til klinisk praksis, ved at bruge videnskabelige metoder til at fastslå effektiviteten af praksissen.